# Flecha Valona 2000
La Flecha Valona 2000 se disputó el 12 de abril de 2000, y supuso la edición número 64 de la carrera. El ganador fue el belga Rik Verbrugghe. El italiano Ivan Basso y el alemán Jörg Jaksche completaron el podio, siendo respectivamente segundo y tercero.

## Clasificación final
| Pos. | Ciclista             | Equipo         | Tiempo   |
| ---- | -------------------- | -------------- | -------- |
| 1    | Francesco Casagrande | Vini Caldirola | 4h53'08" |
| 2    | Rik Verbrugghe       | Lotto-Adecco   | a 6"     |
| 3    | Laurent Jalabert     | CSC-Tiscali    | a 8"     |
| 4    | Davide Rebellin      | Liquigas-Pata  | s.t.     |
| 5    | Mario Aerts          | Lotto-Adecco   | s.t.     |
| 6    | Peter Farazijn       | Cofidis        | s.t.     |
| 7    | David Etxebarria     | Euskaltel      | s.t.     |
| 8    | Dario Frigo          | Fassa Bortolo  | s.t.     |
| 9    | Mauro Gianetti       | Vini Caldirola | s.t.     |
| 10   | Axel Merckx          | Domo           | a 14"    |